# معرض

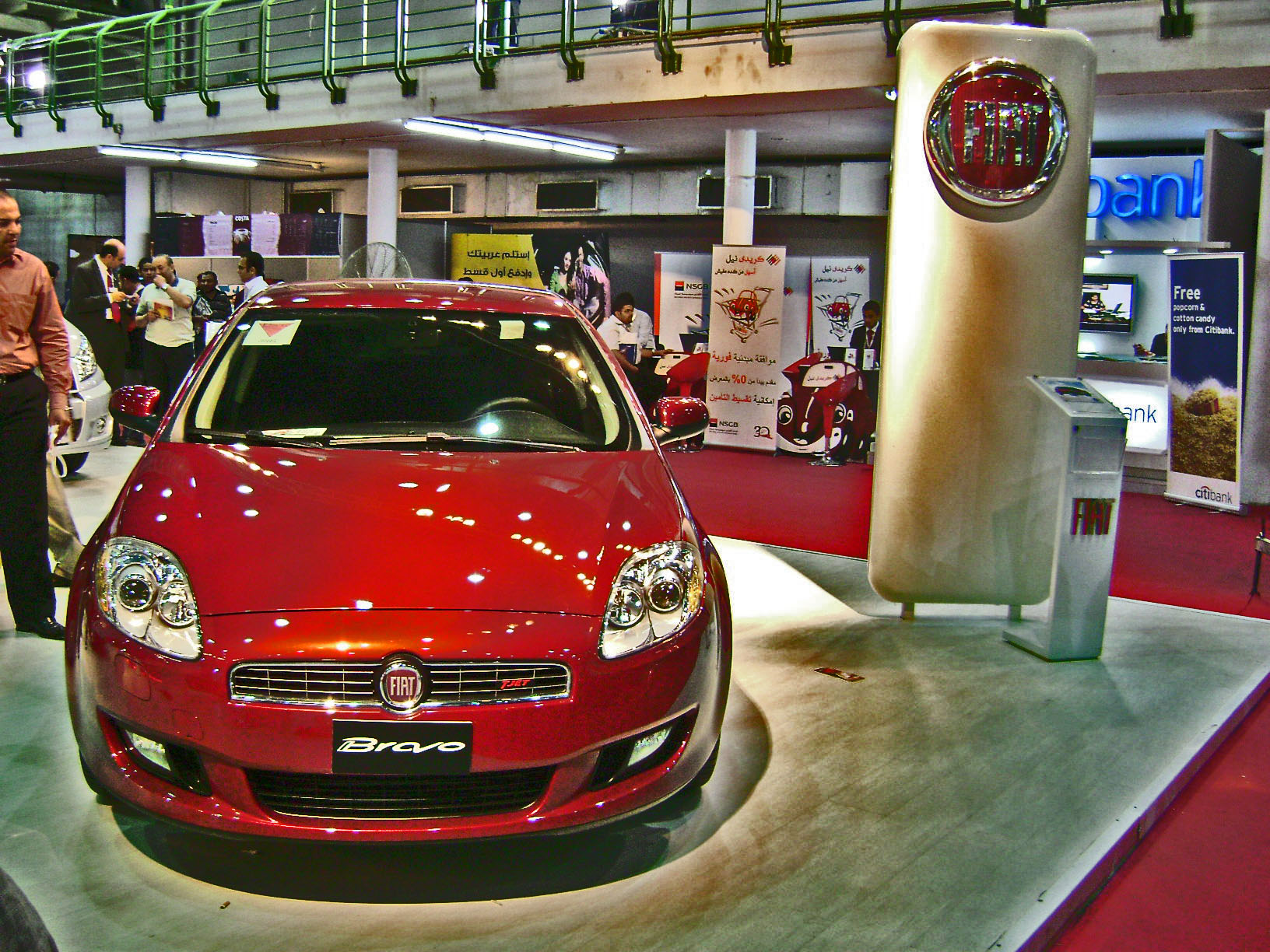
عرض سيارة جديدة من طراز «فيات» بمعرض في القاهرة.

المعرض هو مكان تُعرض فيه السلع، هو مكان تُعرض فيه نماذجُ من المنتجات العلميَّة، أو الفنيَّة، أو الصَّناعيّة إلخ للكلمة معنى واسع، ولكنها تطلق عادة على المعارض ذات الصفة الدولية التي تسجل سير الحضارة. والفن والصناعة من أهم أوجه النشاط التي تدعو لإقامة المعارض. ثم أخذت العلوم والاختراعات الصناعية تتقدم إلى هذا المجال. والغرض من المعارض رفع مستوى الذوق العام، وتعزيز التفاهم الدولي. وهناك معارض دولية في القاهرة، ودمشق، والرياض، ودبي وغيرها من المدن الكبرى.